# Монако на Светском првенству у атлетици у дворани 2022.
Монако је учествовао на 18. Светском првенству у атлетици у дворани 2022. одржаном у Београду од 18. до 20. марта осми пут. Репрезентацију Монака представљала је 1 атлетичарка која се такмичила у трци на 60 метара.,
На овом првенству такмичарка Монака није освојила ниједну медаљу али је остварила најбољи лични резултат сезоне.

## Учесници
Жене:
- Шарлот Африт — 60 м

## Резултати

### Жене
| Атлетичарка  | Дисциплина | Лични рекорд | Квалификација | Квалификација | Полуфинале            | Полуфинале            | Финале                | Финале       | Детаљи |
| Атлетичарка  | Дисциплина | Лични рекорд | Резултат      | Место         | Резултат              | Место                 | Резултат              | Место        | Детаљи |
| ------------ | ---------- | ------------ | ------------- | ------------- | --------------------- | --------------------- | --------------------- | ------------ | ------ |
| Шарлот Африт | 60 м       | 7,85         | 8,06 ЛРС      | 8. у гр. 5    | Није се квалификовала | Није се квалификовала | Није се квалификовала | 46 / 46 (47) |        |